# Argia fumigata
Argia fumigata är en trollsländeart som beskrevs av Hagen in Selys 1865. Argia fumigata ingår i släktet Argia och familjen dammflicksländor. Inga underarter finns listade i Catalogue of Life.